# Markel Antón
Markel Antón González (Baracaldo, Vizcaya, 27 de mayo de 1989) fue un ciclista español amateur de Bidelan-Kirolgi. 
En 2011 ganó el premio la Trinidad-Trucios, más la clasificación de la montaña, y quedó entre los 5 primeros en otras 7 carreras amateurs del País Vasco. Ese mismo año corrió la Vuelta a la Comunidad de Madrid sub-23 donde terminó 18.º.

## Palmarés
No ha conseguido victorias como profesional.